# L'inondation
L'inondation è un lungometraggio muto del 1924 diretto da Louis Delluc.